# Niszczyciele typu Fret
Niszczyciele typu Fret – holenderskie niszczyciele z początku XX wieku. W latach 1909–1914 w stoczniach Koninklijke Maatschappij De Schelde w Vlissingen i Fijenoord w Schiedam zbudowano osiem okrętów tego typu. Niszczyciele weszły w skład Koninklijke Marine w latach 1911–1914, służąc na wodach Holenderskich Indii Wschodnich. Jednostki skreślono z listy floty w latach 1922-1934.

## Projekt i budowa
Niszczyciele typu Fret były pierwszymi seryjnymi holenderskimi jednostkami tej klasy wyposażonymi w turbiny parowe . Początkowo jednostki miały cztery krótkie kominy, jednak później przebudowano je w ten sposób, że wysokość kominów zmniejszała się schodkowo od pierwszego do czwartego komina.
Z ośmiu zbudowanych jednostek typu Fret sześć powstało w stoczni De Schelde w Vlissingen, a dwie zbudowała stocznia Fijenoord w Schiedam . Stępki okrętów położono w latach 1909-1912, a zwodowane zostały w latach 1910-1913 .
| Okręt       | Stocznia   | Początek budowy | Wodowanie            | Wejście do służby |
| ----------- | ---------- | --------------- | -------------------- | ----------------- |
| „Wolf”      | De Schelde | 1909            | 17 września 1910     | 1911              |
| „Fret”      | De Schelde | 1909            | 15 października 1910 | 1911              |
| „Bulhond”   | De Schelde | 1910            | 20 grudnia 1911      | sierpień 1912     |
| „Jakhals”   | De Schelde | 1910            | 20 stycznia 1912     | lipiec 1912       |
| „Lynx”      | De Schelde | 1911            | 24 grudnia 1912      | lipiec 1913       |
| „Hermelijn” | De Schelde | 1911            | 22 lutego 1913       | lipiec 1913       |
| „Vos”       | Fijenoord  | 1912            | 28 czerwca 1913      | luty 1914         |
| „Panter”    | Fijenoord  | 1912            | 9 września 1913      | marzec 1914       |

## Dane taktyczno-techniczne

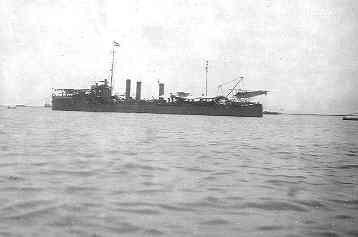
Hr.Ms. „Vos” po przebudowie kominów w 1921 roku

Okręty były niszczycielami o długości całkowitej 70,4 metra, szerokości 6,6 metra i maksymalnym zanurzeniu 2,8 metra (normalne wynosiło 2 metry) . Wyporność normalna wynosiła 510 ton. Siłownię okrętów stanowiły dwa zestawy turbin parowych Krupp-Germania o łącznej mocy 8500 KM, do których parę dostarczały cztery kotły Yarrow . Prędkość maksymalna napędzanych dwoma śrubami okrętów wynosiła 30 węzłów. Pierwsze cztery okręty zabierały zapas 120 ton węgla, a cztery kolejne dodatkowo 12,5 tony paliwa płynnego . Zasięg wynosił 2360 Mm przy prędkości 8,5 węzła (lub 670 Mm przy prędkości 20 węzłów) dla pierwszych czterech jednostek i 2700 Mm przy prędkości 8,5 węzła (lub 750 Mm przy prędkości 20 węzłów) dla drugiej czwórki niszczycieli .
Na uzbrojenie artyleryjskie okrętów składały się cztery pojedyncze półautomatyczne działa kalibru 75 mm SA Nr 1 L/52 i cztery pojedyncze karabiny maszynowe kal. 7,9 mm L/80 . Broń torpedową stanowiły dwie pojedyncze wyrzutnie kal. 450 mm .
Załoga pojedynczego okrętu składała się z 83 oficerów, podoficerów i marynarzy .

## Służba
Okręty typu Fret zostały przyjęte w skład Koninklijke Marine w latach 1911–1914 . Niszczyciele parami wysłano do Holenderskich Indii Wschodnich, gdzie spędziły cały okres służby. Siedem jednostek wycofano ze składu floty w latach 1922-1928, przy czym dwie używano jeszcze w latach 30. jako okręty-cele („Fret” i „Lynx”). Najdłużej służył Hr.Ms. „Panter”, który w 1928 roku został przystosowany do pełnienia roli okrętu łącznikowego . Zdjęte z wycofanych okrętów wyrzutnie torpedowe wykorzystano w budowanych na przełomie lat 30. i 40. w Surabai kutrach torpedowych typu TM.